# Box
Box, boxing, zastarale rohování, je úpolový sport, pěstní boj dvou soupeřů podobné hmotnostní kategorie, snažících se pomocí úderů pěstmi na pravidly povolenou část hlavy a těla zvítězit buď získáním bodové převahy, nebo vítězství k.o. Boj probíhá v ringu, a to výhradně ve stoje. Jakmile se boxer po tvrdém úderu dotkne podlahy jinou částí těla, než chodidly nebo leží v provazech, je v pozici na zemi rozhodčím odpočítáván. V boji se hodnotí pouze údery, které nejsou blokovány nebo zachyceny soupeřem a dopadnou přímo nebo švihem, a to kloubovou částí sevřené rukavice, na přední nebo postranní část hlavy nebo těla od pasu výše.

## Historie
Boxovalo se už ve starověku v Mezopotámii, Egyptě, na Krétě, v Řecku a Římě.

### Pugilism: Novodobé anglické bojové umění
S rozvojem osvícenství v Anglii počátkem osmnáctého století přichází mistr šermu Angličan James Figg s myšlenkou šermovat holýma rukama. V roce 1719 zakládá v Londýně první školu ušlechtilého způsobu sebeobrany, která záhy přitahuje zájem obyvatel Londýna. Figgův způsob sebeobrany nazývaný pugilism (česky pěstovaná) měl daleko do současných pravidel boxu. Obsahoval celou řadu zápasnických chvatů a kopů.
S prvním výrazným posunem k novodobému boxu přišel Figgův žák Jack Broughton a jeho pravidla z roku 1743. Cílem nových pravidel bylo snížit poměrně vysoký počet zmrzačení či úmrtí bojovníků. Broughton ve svých pravidlech poprvé vymezil kruhový prostor pro souboje (dnešní ring), kterým byla často jen křídou namalovaná čára na zemi. Zápas začal řídit nestranný rozhodčí. Boxer, který upadl na zem, měl k dispozici třicet sekund, aby se postavil na nohy i za pomoci svých přátel (pomocníků). Přátelé boxera měli právo ukončit zápas hozením houby (ručníku) do ringu. Zakázalo se útočit od pasu dolů. Bojovalo se nadále pěstmi bez pomocí rukavic tzv. bare-knuckle pugilism. Rukavice „mufflers“ Broughton znal, ale používaly se výhradně k výuce žáků z vyšší společnosti. Rukavice přišly do módy až po sto letech ve viktoriánské době. Broughtonova pravidla se používala s mírnými odchylkami bezmála sto let.
Zlatá éra pugilismu šla v Anglii ruku v ruce s průmyslovou revolucí a s obdobím regentství Jiřího IV. počátkem devatenáctého století. Jiří IV. Byl velkým fanouškem pugilismu a pravidelně navštěvoval turnaje zvané prizefighting. Boxeři (pugilisti) té doby se těšili mimořádné popularitě ve všech třídách společnosti. Jména Daniel Mendoza, Richard Humphries (zvěčněn na obraze Johna Hoppnera), John Jackson, John Gully, Tom Cribb nebo jeden z prvních úspěšných boxerů tmavé pleti Tom Molyneaux vyprodávala ochozy, kam se vešlo i dvacet tisíc diváků. Problémem zůstával pouze vysoký počet úmrtí v ringu. V roce 1838 byla ve snaze dále snížit počet úmrtí a vážných zranění sepsáním prvních oficiálních pravidel „London Prize Ring Rules“. Nová pravidla stanovila velikost ringu na 730cm (24 stop) veliký čtverec o výšce provazů 91cm (3 stopy). Provazy měly bránit taktickým únikům mimo hrací plochu. Byla zpřísněna pravidla o nedovolených úderech a faulech. Z pugilismu tak prakticky vymizely zápasnické chvaty, bylo zakázáno kousání, škrábání, zatlačování očí, kopání či boxování s kameny v dlaních. Po poslání soupeře na zem bylo kolo ukončeno a po třicetisekundové přestávce měl knockoutovaný boxer dalších osm sekund na to postavit se bez cizí pomoci na nohy.
Během průmyslové revoluce docházelo k migraci obyvatelstva do měst a ke vzniku chudinských čtvrtí. Tyto radikální změny ve společnosti vedly k postupnému úpadku pugilismu. Prizefighting klesl v polovině devatenáctého století na úroveň zápasu s bojovými plemeny psů, kohoutích zápasů apod. Kolem zápasů se pohybovala spodina společnosti. Zkorumpovaní boxeři prodávali své zápasy gamblerům. Kapitolou samu pro sebe byli fanoušci boxerů, kteří si nezadali se současnými rowdies. Železnice je odmítala přepravovat na zápasy bez policejního dohledu. Na prizefighting přestávali chodit lidé ze střední a vyšší třídy. Pěstní souboje začaly být zakazovány kvůli vysokému nárůstu kriminálních činností. Do popředí viktoriánské společnosti se postupně dostává boxování v rukavicích.

### Boxování v rukavicích
Boxování v rukavicích získalo živnou půdu ve velkých stanech (anglicky booths) na poutích v době úpadku boxování pěstmi. Boxerům v rukavicích se přezdívalo „booth fighters“. V roce 1867 byla publikována Queensberryho pravidla, kde se rukavice stávají nedílnou součástí výbavy boxera. Jednou z mnoha novinek bylo pravidlo o stanovení délky hrací doby na tři minuty a minutovou přestávkou mezi koly. Stále se však bojovalo do rozhodnutí na neomezený počet kol. Nejdelší známý souboj trval 106 kol (cca 7 hodin). Za významného propagátora boxování v rukavicích byl celosvětově proslulý Jem Mace.

### Box jako sportovní disciplína
Z pohledu společnosti zůstával box ke konci devatenáctého století na okraji zájmu. Fanoušci boxu byli z řad studentů středních a vysokých škol a z nižších vrstev společnosti. Jejich záliba v nočním životě, sázení, alkoholismu šla ruku v ruce s boxerskými turnaji. Slavní boxeři té doby spolupracovali na propagaci tabákového a alkoholického zboží. Tyto marketingové aktivity alkoholických/tabákových společností postupem času narážely na omezení (prohibice) a vedly až k úplnému zákazu prodeje alkoholických nápojů ve Spojených státech amerických. Se zákazem reklam na alkoholické a tabákové výrobky poklesly peníze tekoucí do boxu a box potřeboval radikální změny. Změn bylo dosaženo vytvořením regulačních orgánů. V roce 1891 vzniká v Londýně „National Sporting Club“. Zavádí se bodování v zápasech. Omezuje se počet kol. Jsou zavedeny váhové kategorie. Větší počet váhových kategorií znamená více zápasů a tím i více prodaných lístků.
Vznik regulačního orgánu do boxu vedl k rozdělení na amatérskou a profesionální oblast.

## Amatérský box (Olympijský box)
Amatérský box se na rozdíl od profesionálního boxu ohrazoval vůči sázení. Promotéři turnajů dělali maximum pro zdraví boxerů. Důraz na bezpečnost byl hlavním rozdílem mezi amatérským a profesionálním boxem. V amatérském boxu není důležité vyhrát před časovým limitem na k.o., ale cílem úderu je technicky správně zasáhnout soupeře. Cílem amatérského boxu je vítězství na body (za technickou převahu), tj. předvedení stylu, taktiky, čistoty boje a správného chování.
Amatérský box měl svá specifika. Populární byl na univerzitách v členských klubech v Británii a ve Spojených státech. K významným propagátorům amatérského boxu patřili náboženské spolky – křesťanské (YMCA, CYO), židovské (Maccabi) a armáda. Mezi propagátory amatérského boxu patřil i Americký prezident Theodore Roosevelt, který měl ve sklepení Bílého domu postavený boxerský ring a jeho zásluhou se amatérský box objevil poprvé na programu olympijských her v St. Louis v roce 1904.

### Mezinárodní box
V roce 1920 vzniká v Atverpách během olympijských her Mezinárodní boxerská federace (FIBA, od roku 1946 AIBA.). Zakládajícími členy jsou Belgie, Kanada, Dánsko, Francie, Spojené království, Nizozemsko, Norsko, Jižní Afrika, Švýcarsko, Švédsko a Spojené státy americké. Spojené státy a Kanada však záhy zakládají vlastní amatérskou sportovní organizaci při NCAA (National Collegiate Athletic Association) s odlišnými pravidly než FIBA. Nejznámější soutěží NCAA je turnaj Golden Glove. Československo se stalo členem FIBA v roce 1928.
K mecenášům amatérského boxu ve světě patřily od počátku náboženské spolky a především ve Spojených státech držely amatérský box na předních příčkách sledovanosti. Změny nastaly v šedesátých letech, kdy Amerika objevuje divácký potenciál sportů jako basketbal a volejbal. Další ranou pro amatérský box v západních zemích je popularizace asijských bojových umění (především Karate), která nahrazují boxerský výcvik v armádě.
Od sedmdesátých let začínají amatérskou boxerskou scénu ovládat boxeři ze socialistických zemí, pro které úspěch ve sportu nad rivaly z kapitalistických zemí znamená prestiž (vysoký počet váhových kategorií a medailí), kterou dohánějí slabší hospodářský a ekonomický rozvoj. Výcvik boxera je mimořádně fyzicky a technicky náročný, ale mimo schopného trenéra a kvalitního sparingu je výbava boxera finančně nenáročná.
Finanční nenáročnost boxu znamenal vysoký nárůst členských zemí a v roce 1974 proběhlo první mistrovství světa v boxu v kubánské Havaně. Úroveň amatérského boxu se začala celosvětově vyrovnávat migrací trenérů z postsovětských republik a Kuby. Budování prestiže na základě sportovních úspěchů již není pro mnoho zemí prioritou a tradiční velmoci jako Polsko, Rumunsko, země bývalé Jugoslávie mají problémy s kvalifikací na olympijské hry.
V novém tisíciletí vstupují na půdu mezinárodního boxu ženy, které se poprvé představily na olympijských hrách v Londýně v roce 2012.

## Profesionální box

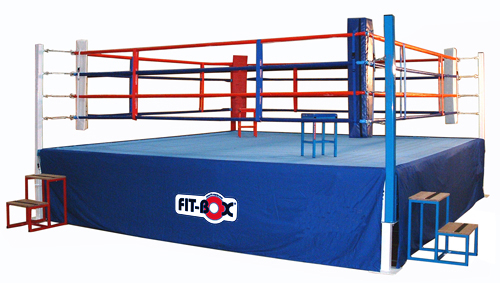
Boxerský ring

Za počátky orgánem řízeného profesionálního boxu je založení privátního klubu „National sportong club“ (NSC) v Londýně. Úspěšný ekonomický model NSC a jeho standardy byly přebíraný dalšími kluby a organizacemi. V roce 1929 se britské kluby a organizace slučují v „British Boxing Board of Control“ (BBBC).
Ve Spojených státech amerických je mekkou boxu město New York. Newyorská pravidla boxu, která se liší od britských, se stávají standardem pro bezpočet amerických boxerských organizací. První významnou americkou boxerskou organizací (komisí) je New York State Athletic Commision založena v roce 1920. Americký box na rozdíl od Britského povoloval dva rozhodčí v ringu, vatou obalené provazy, protiskluzová podlaha, rychlou zdravotní pomoc atd.
V současné době existují čtyři hlavní boxerské organizace – International Boxing Federation (IBF), World Boxing Association (WBA), World Boxing Council (WBC), World Boxing Organization (WBO).

### Profesionální box v Evropě
Pro země mimo britské ostrovy vzniká v Paříži v roce 1911 první mezinárodní unie profesionálního boxu „International Boxing Union“ (IBU). Postupem času se IBU soustřeďuje na evropský kontinent a v roce 1946 se transformuje na Evropskou boxerskou unii (EBU), která je řídícím orgánem evropského profesionálního boxu. V roce 1963 EBU, BBBC a další organizace utvářejí celosvětovou World Boxing Council (WBC).

### Profesionální box a média
Popularita boxu rychle stoupala s rozmachem kinematografie, rádia a novin (časopisů). Boxerské zápasy byly pro diváky prvními akčními filmy. Média vytvářela boxerům kult osobnosti. Úspěšný profesionální boxer byl bezesporu vynikající sportovec, ale především musel umět pracovat s médii. K výrazným postavám profesionální ringu, které uměli vytvořit jak sportovní tak mediální tvář patřili Jack Johnson, Jack Dempsey, Joe Louis, Max Schmeling, Sonny Liston, Muhammad Ali, Mike Tyson nebo Oscar de la Hoya.
Popularitu boxu zásadně ovlivnily filmy – The Champ (1931), Champion (1939), Někdo tam nahoře mě má rád (1956), Nadmuté město (1972), Rocky (1976–2006) a ženský box především Million Dollar Baby (2004). Z českých filmů stojí za zmínku Pěsti ve tmě (1986) nepochybně také Boxer a smrť (1962).

## Ženský box
Ženy boxovaly vedle mužů prakticky od počátku vzniku moderního boxu v Anglii. Jejich vzájemné zápasy měly statut exhibice k pobavení publika. Významnější roli v boxu začaly mít ženy s popularizací poutí na počátku devatenáctého století, kdy se několik žen věnovalo exhibičnímu boxu dokonce profesionálně. V profesionálním boxu se ženy začaly prosazovat nejprve jako promoterky. Mezi nejznámější patřily Aileen Eatonová nebo Bella Burgeová.
První seriózní zápasy v ženském boxu se datují do sedmdesátých let dvacátého století. První mistrovství v ženském profesionálním boxu proběhlo v roce 1979 v Los Angeles. Výraznou osobností této doby byla Graciela Casillasová, která byla předlohou k filmu Million Dollar Baby. V popularizaci ženského boxu bránily předsudky a především obava promotérů o zdraví žen. Jen velmi málo promotéru mělo v sobě odvahu vysvětlovat případnou smrt ženy v ringu. Samotnou kapitolou byli ringoví rozhodčí (z 99% muži), kteří nechtěli zápasy žen rozhodovat. Ženské zápasy se začaly častěji vysílat v televizi až ke konci devadesátých let.
Na školách a univerzitách byla situace podobná jako mezi profesionály. Školy pro ženy preferovaly sportovní kroužky zápasu, juda nebo karate. Obava o zdraví žen byla v tomto směru zásadní. K posunu směrem dopředu došlo po sérii stížností na diskriminaci v devadesátých letech. Známá je především kauza Gail Grandchampové s Americkou amatérskou boxerskou asociací. V roce 1997 proběhlo první Americké mistrovství žen v amatérském boxu.
Úmrtí žen v ringu nebyla častá, ale docházelo k nim. V roce 1987 při zápasu zemřela Patricia Quinnová, v roce 1996 Katie Dallamová, v roce 2001 Patricia Devellerezová, v roce 2003 Stacey Youngová, v roce 2005 Becky Zerlentesová.
Od roku 2005 k žádnému úmrtí nedošlo. V roce 2009 byl ženský box zařazen do programu olympijských her v Londýně v roce 2012. Byl i na programu olympijských her v Rio de Janeiro v roce 2016. Ženský box se v současné době provozuje v zemích jako Egypt nebo Indie.

## Váhové kategorie

### Amatérský box
| období    | váhové kategorie muži | váhové kategorie muži | váhové kategorie muži | váhové kategorie muži | váhové kategorie muži | váhové kategorie muži      | váhové kategorie muži | váhové kategorie muži  | váhové kategorie muži | váhové kategorie muži | váhové kategorie muži | váhové kategorie muži | počet |
| --------- | --------------------- | --------------------- | --------------------- | --------------------- | --------------------- | -------------------------- | --------------------- | ---------------------- | --------------------- | --------------------- | --------------------- | --------------------- | ----- |
| 1920–1950 | muší do 50,8 kg       | muší do 50,8 kg       | bantamová do 53,5 kg  | pérová do 57,1 kg     | lehká do 61,2 kg      | lehká do 61,2 kg           | velterová do 66,7 kg  | střední do 72,6 kg     | střední do 72,6 kg    | polotěžká do 79,4 kg  | těžká nad 79,4 kg     | těžká nad 79,4 kg     | 8     |
| 1951–1969 | muší do 51 kg         | muší do 51 kg         | bantamová do 54 kg    | pérová do 57 kg       | lehká do 60 kg        | lehká velterová do 63,5 kg | velterová do 67 kg    | lehká střední do 71 kg | střední do 75 kg      | polotěžká do 81 kg    | těžká nad 81 kg       | těžká nad 81 kg       | 10    |
| 1970–1980 | papírová do 48 kg     | muší do 51 kg         | bantamová do 54 kg    | pérová do 57 kg       | lehká do 60 kg        | lehká velterová do 63,5 kg | velterová do 67 kg    | lehká střední do 71 kg | střední do 75 kg      | polotěžká do 81 kg    | těžká nad 81 kg       | těžká nad 81 kg       | 11    |
| 1981–2002 | papírová do 48 kg     | muší do 51 kg         | bantamová do 54 kg    | pérová do 57 kg       | lehká do 60 kg        | lehká velterová do 63,5 kg | velterová do 67 kg    | lehká střední do 71 kg | střední do 75 kg      | polotěžká do 81 kg    | těžká do 91 kg        | supertěžká nad 91 kg  | 12    |
| 2003–2010 | papírová do 48 kg     | muší do 51 kg         | bantamová do 54 kg    | pérová do 57 kg       | lehká do 60 kg        | lehká velterová do 64 kg   | velterová do 69 kg    | velterová do 69 kg     | střední do 75 kg      | polotěžká do 81 kg    | těžká do 91 kg        | supertěžká nad 91 kg  | 11    |
| 2011–     | papírová do 49 kg     | muší do 52 kg         | bantamová do 56 kg    | bantamová do 56 kg    | lehká do 60 kg        | lehká velterová do 64 kg   | velterová do 69 kg    | velterová do 69 kg     | střední do 75 kg      | polotěžká do 81 kg    | těžká do 91 kg        | supertěžká nad 91 kg  | 10    |

pozn.1: papírová váha se v některých zdrojích objevuje pod termínem lehká muší váha, podobně polotěžká váha jako lehká těžká váha
pozn. 2: kategorie muži je pro boxery ve věku 19–40 let; chlapci ve věku 17–18 let jsou zařazeni do kategorie dorostenci se stejnou kategorizací jako mají muži; chlapci ve věku 15–16 let do kategorie kadeti, která má 13 hmotnostních kategorií
| období    | váhové kategorie ženy | váhové kategorie ženy | váhové kategorie ženy | váhové kategorie ženy    | váhové kategorie ženy | váhové kategorie ženy | váhové kategorie ženy | váhové kategorie ženy    | váhové kategorie ženy | váhové kategorie ženy  | váhové kategorie ženy | váhové kategorie ženy | váhové kategorie ženy | počet |
| --------- | --------------------- | --------------------- | --------------------- | ------------------------ | --------------------- | --------------------- | --------------------- | ------------------------ | --------------------- | ---------------------- | --------------------- | --------------------- | --------------------- | ----- |
| 2003–2008 | pinová do 46 kg       | papírová do 48 kg     | muší do 50 kg         | lehká bantamová do 52 kg | bantamová do 54 kg    | pérová do 57 kg       | lehká do 60 kg        | lehká velterová do 63 kg | velterová do 66 kg    | lehká střední do 70 kg | střední do 75 kg      | polotěžká do 80 kg    | těžká do 86 kg        | 13    |
| 2009–2010 | pinová do 46 kg       | papírová do 48 kg     | muší do 51 kg         | muší do 51 kg            | bantamová do 54 kg    | pérová do 57 kg       | lehká do 60 kg        | lehká velterová do 64 kg | velterová do 69 kg    | velterová do 69 kg     | střední do 75 kg      | polotěžká do 81 kg    | těžká nad 81 kg       | 11    |
| 2011–     | papírová 45–48 kg     | papírová 45–48 kg     | muší do 51 kg         | muší do 51 kg            | bantamová do 54 kg    | pérová do 57 kg       | lehká do 60 kg        | lehká velterová do 64 kg | velterová do 69 kg    | velterová do 69 kg     | střední do 75 kg      | polotěžká do 81 kg    | těžká nad 81 kg       | 10    |

pozn.1: papírová váha žen a dorostenek se v některých zdrojích objevuje jako lehká muší
pozn.2: do roku 2003 nebyl u žen jednotný systém váhových kategorií
pozn.3: modře jsou vyšrafovány ženské olympijské váhové kategorie v letech 2012 a 2016 
pozn.4: kategorie ženy je pro boxerky ve věku 19–40 let; dívky ve věku 17–18 let jsou zařazeny do kategorie dorostenky, která má stejné váhové kategorie jako mají ženy; dívky ve věku 15–16 let se zařazují do kategorie kadetky, která má 13 váhových kategorií

### Profesionální box
Do konce padesátých let dvacátého století se boxovalo v osmi váhových kategoriích, totožných s amatérským boxem. V profesionálním boxu se váhy uvádějí tradičně v librách.
| váhové kategorie mužů    | váhové kategorie mužů    | váhové kategorie mužů          | váhové kategorie mužů       | váhové kategorie mužů      | váhové kategorie mužů      | váhové kategorie mužů          | váhové kategorie mužů        | váhové kategorie mužů        | váhové kategorie mužů          | váhové kategorie mužů | váhové kategorie mužů | počet |
| ------------------------ | ------------------------ | ------------------------------ | --------------------------- | -------------------------- | -------------------------- | ------------------------------ | ---------------------------- | ---------------------------- | ------------------------------ | --------------------- | --------------------- | ----- |
| muší do 112 lb (50,8 kg) | muší do 112 lb (50,8 kg) | bantamová do 118 lb (53,52 kg) | pérová do 126 lb (57,15 kg) | lehká do 135 lb (61,23 kg) | lehká do 135 lb (61,23 kg) | velterová do 147 lb (66,68 kg) | střední do 160 lb (72,57 kg) | střední do 160 lb (72,57 kg) | polotěžká do 175 lb (79,38 kg) | těžká bez rozdílu vah | těžká bez rozdílu vah | 8     |

V šedesátých a sedmdesátých letech dochází k prudkému nárůstu váhových kategorií. V roce 2016 se v profesionálním ringu boxovalo až v osmnácti různých váhových kategoriích. Neprestižnější váhou je těžká váha, ve které mohou startovat všechny další váhy.